# Escudella de Gelida
L'Escudella de Gelida, Festa de l'escudella o Escudella dels pobres és una celebració popular anual que se celebra des del 1855 i que consta d'una escudellada festiva en honor a Santa Llúcia, patrona de Gelida. Se celebra el dia de santa Llúcia, després de la missa de la patrona. És organitzada per la Comissió de Santa Llúcia de Gelida.

## Història
Segons els estatuts publicats l'any 1855, la Germandat de Santa Llúcia està lligada a la beneficència i la solidaritat. L'arxiu parroquial documenta l'existència d'una missa celebrada al castell de Gelida el 13 de desembre, dia de Santa Llúcia, i la consueta dels inicis del segle XX cita la celebració d'una festa amb escudella per Santa Llúcia.
Antigament, les calderes per cuinar l'escudella es bullien al Pati de Can Terra, una casa pairal al costat de l'església de Gelida. L'escudella es cuinava amb espècies recollides de les masies, les fàbriques i les persones del poble i dels estiuejants, i se servia a la gent pobra de Gelida i de les rodalies.
Al segle XXI, la festa ha canviat aquest sentit i és una part important del poble la que col·labora amb donatius dies abans de la celebració. La Comissió de festes de Santa Llúcia s'encarrega de la cocció i elaboració de l'escudella i del seu repartiment. És la festa més antiga que es conserva a Gelida, ja que s'ha celebrat cada any amb l'excepció de la guerra civil espanyola, es va restaurar a la dècada del 1940 i el 2005 es van celebrar els 150 anys de la festa.
És la petita festa major d'hivern de Gelida, on l'escudella és la principal protagonista. Es fa una menja multitudinària i comunitària en la qual tothom fa cua a la plaça de l'església (lloc on es fa la benedicció i repartiment de l'escudella de Santa Llúcia) per obtenir la seva ració. L'escudella de Santa Llúcia es comença a fer a bon matí a les 5 h al patí del Lluïsos, on un grup de gelidencs s'encarrega de cuinar-la amb la participació de membres de la Comissió de festes de Santa Llúcia i voluntaris que s'apleguen per l'ocasió. Es vigila el foc i s'hi van afegint ingredients.

## Organització
La Comissió de festes de Santa Llúcia actua com a administradora i és l'encarregada de vetllar per la cocció i elaboració de l'escudella i el seu repartiment. La celebració de l'Escudellada de Santa Llúcia és una tradició molt arrelada a Gelida que ha evolucionat al llarg del temps però que ha mantingut els seus valors de solidaritat i comunitat.

## Procés d'elaboració
Les calderes es fan bullir, després l’escudella té el seu temps de cocció fins a repartir-se. A 2/4 de 8 es posen els ossos a les 9 la carn de vedella i el porc a 3/4 d’11 es treuen els ossos i la carn. A les 11 es posen les patates prèviament tallades el dia abans. A partir de 3/4 de 12 s'hi posen la verdura, i la carn trossejada. Els darrers minuts són pels llegums a 2/4 d’una i 20 minuts més tard la pasta.

### Ingredients
Per omplir aquestes calderes caldran uns 500 litres d’aigua, que suposaran unes 2000 racions d’escudella barrejada. 24g de mongetes, 24kg de cigrons 40kg de patates, 3 apis 8 cols 12kg d’arròs 13kg de fideus 30kg de cansalada, a més dels diferents elements carnis, peus i ossos de vedella, peus de porc, caretes de porc, ossos de pernil, carn de be,carn de vedella. Des del mes de gener de 2002 la Festivitat de Santa Llúcia de Gelida forma part del Catàleg del Patrimoni Festiu de Catalunya.